# 1946.
◄ | 19. stoljeće | 20. stoljeće | 21. stoljeće | ►
◄ | 1910-ih | 1920-ih | 1930-ih | 1940-ih | 1950-ih | 1960-ih | 1970-ih | ►
◄◄ | ◄ | 1943. | 1944. | 1945. | 1946. | 1947. | 1948. | 1949. | ► | ►►
Arhitektura • Astronautika • Astronomija • Biologija • Film • Fotografija • Glazba • Kazalište • Kemija • Kiparstvo • Knjige • Književnost • Kršćanstvo • Meteorologija • Medicina • Planinarstvo • Politika • Pravo • Promet • Slikarstvo • Strip • Šport • Televizija • Znanost • Zrakoplovstvo • Željeznički promet
1946. (rimski MCMXLVI), bila je 45. godina 20. stoljeća i 945. godina 2. tisućljeća.

## Događaji
- Počelo održavanje najvećeg automobilističkog natjecanja u Hrvatskoj, Velike nagrade Jadrana, na stazi Preluk u Opatiji.[1]
- 3. svibnja – Utemeljen FC Torpedo Kutaisi.
- 2. lipnja – Referendumom o monarhiji stvorena je Republika Italija
- 11. srpnja – Osnovan Međunarodni rukometni savez.
- 12. srpnja – U Glyndebourneu je praizvedena komorna opera Nasilje nad Lukrecijom engleskog skladatelja Benjamina Brittena.
- 18. rujna – Na Mosoru ubijeni škripari Marijofil Mandić, Zlatko Ćavar, Jure Zovke, Božo Hrkać, Jakiša Alpeza, Vidak Prskalo, Veselko Rezić, Ivan Jurčić, Ivan Kolobarić i Ivan Katura, za čije ubojstvo nitko nikada nije procesuiran.[2]
- Na Islandu se podiže velika američka vojna zrakoplovna baza Keflavik

## Rođenja

### Siječanj – ožujak
- 1. siječnja – Roberto Rivelino, brazilski nogometaš i trener
- 5. siječnja – Diane Keaton, američka glumica
- 27. siječnja – Andrija Hebrang, hrvatski političar i liječnik
- 3. veljače – Žarko Potočnjak, hrvatski glumac († 2021.)
- 5. veljače – Charlotte Rampling, britanska glumica
- 10. veljače – Velimir Kljaić, hrvatski rukometni trener († 2010.)
- 14. veljače – Gregory Hines, američki glumac († 2003.)
- 15. veljače – Gordana Turić, hrvatska političarka i spisateljica
- 21. veljače – Alan Rickman, britanski glumac († 2016.)
- 22. veljače – Siniša Škarica, hrvatski producent i glazbeni urednik
- 12. ožujka – Liza Minnelli, američka pjevačica i glumica
- 23. ožujka – Dunja Knebl, hrvatska pjevačica

### Travanj – lipanj
- 12. travnja – Ed O'Neill, američki glumac
- 19. travnja – Tim Curry, britanski glumac
- 2. svibnja – David Suchet, britanski glumac
- 9. svibnja – Candice Bergen, američka glumica
- 20. svibnja – Cher, američka pjevačica i glumica
- 22. svibnja – Hrvoje Horvat, hrvatski rukometaš
- 26. svibnja – Brigitte Young, austrijska ekonomistica
- 30. svibnja – Dragan Džajić, srpski nogometaš
- 3. lipnja – Vera Matović, srpska folk pjevačica
- 6. lipnja – Živko Kolega, hrvatski političar
- 10. lipnja – Antun Tudić, hrvatski glumac

### Srpanj – rujan
- 2. srpnja – Jakov Radovčić, hrvatski paleontolog († 2021.)
- 3. srpnja – Duško Tambača, hrvatski glazbeni pedagog, skladatelj († 2024.)
- 4. srpnja – Sylvester Stallone, američki glumac, scenarist i redatelj
- 6. srpnja – Peter Singer, australski filozof bioetičar
- 6. srpnja – George W. Bush, 43. predsjednik SAD-a
- 9. srpnja – Bon Scott, pjevač grupe AC/DC († 1980.)
- 9. srpnja – Marko Ruždjak, hrvatski akademik i skladatelj († 2012.)
- 14. srpnja – Vincent Pastore, američki glumac
- 15. srpnja – Linda Ronstadt, američka pjevačica
- 25. srpnja – Ljupka Dimitrovska, hrvatsko-makedonska pjevačica († 2016.)
- 27. srpnja – Rade Šerbedžija, filmski, televizijski i kazališni glumac, pjesnik i glazbenik
- 8. kolovoza – Zdenko Jelčić, hrvatski glumac
- 11. kolovoza – Milan Gutović, srpski glumac
- 12. kolovoza – Duško Jeličić, hrvatski pjevač
- 16. kolovoza – Pavao Pavličić, hrvatski književnik i romanopisac
- 19. kolovoza – Bill Clinton, 42. predsjednik SAD-a
- 23. kolovoza – Keith Moon, bubnjar grupe The Who
- 29. kolovoza – Sergio Preden, hrvatski pjevač
- 5. rujna – Freddie Mercury, britanski pjevač (Queen), († 1991.)
- 15. rujna – Tommy Lee Jones, američki glumac i redatelj

### Listopad – prosinac
- 4. listopada – Susan Sarandon, američka glumica
- 11. listopada – Marko Malović, hrvatski katolički svećenik († 2018.)
- 16. listopada – Suzanne Somers, američka glumica († 2023.)
- 20. listopada – Elfriede Jelinek, austrijska književnica
- 22. listopada – Karino Hromin Sturm, hrvatski ekonomist, diplomat
- 4. studenoga – Matko Marušić, hrvatski književnik i profesor
- 5. studenoga – José Carreras, španjolski operni pjevač
- 6. studenoga – Sally Field, američka glumica
- 8. studenoga – Lauritz Broder Holm-Nielsen, danski botaničar
- 8. studenoga – Stanislav Karasi, srpski nogometaš i trener
- 16. studenoga – Slobodan Šijan, srpski filmski redatelj
- 20. studenoga – Kiril I., moskovski patrijarh
- 14. prosinca – Patty Duke, američka glumica († 2016.)
- 18. prosinca – Steven Spielberg, američki redatelj

### Nepoznat datum rođenja
- Salih Kalyon, turski glumac
- Jevgenij Borisovič Aleksejev, ruski botaničar († 1976.)

## Smrti

### Siječanj – ožujak
- 7. siječnja – Filip Terčelj, slovenski svećenik i književnik (* 1892.)
- 31. siječnja – Ivo Protulipac, katolički aktivist, doktor i odvjetnik (* 1899.)

### Travanj – lipanj
- 16. svibnja – Žarka Ivasić, hrvatska katolička redovnica (* 1908.)

### Listopad – prosinac
- 7. listopada – Stefania Łącka, poljska novinarka (* 1914.)
- 11. listopada – Ico Hitrec, hrvatski nogometaš (* 1911.)
- 28. listopada – Bernardo Brixy, hrvatski franjevac i prirodoslovac (* 1882.)

## Nobelova nagrada za 1946. godinu
- Fizika: Percy W. Bridgman
- Kemija: James Batcheller Sumner, John Howard Northrop i Wendell Meredith Stanley
- Fiziologija i medicina: Hermann Joseph Muller
- Književnost: Hermann Hesse
- Mir: Emily Greene Balch i John Raleigh Mott

## Vanjske poveznice
|  | Zajednički poslužitelj ima još gradiva o temi 1946. |